# Brenitz (Gemeinde Glödnitz)
Brenitz ist eine Ortschaft in der Gemeinde Glödnitz im Bezirk St. Veit an der Glan in Kärnten. Die Ortschaft hat 40 Einwohner (Stand 1. Jänner 2024). 

## Lage
Brenitz liegt im Süden der Katastralgemeinde Glödnitz. Die Ortschaft besteht aus der Streusiedlung in dem Dreieck zwischen den Ortschaften Kleinglödnitz im Süden, Altenmarkt im Südosten und Glödnitz im Nordwesten. Dazu gehören die Häuser Obere Maierhoferhube (Nr. 1 und 17; daneben befand sich früher der Untere Maierhofer), Teuchenthallerhube (Nr. 3 und 5), Ortnerkeusche (Nr. 6), Muhrenleitnerkeusche (Nr. 7), Kiehlbichlerkeusche (Nr. 8), Tuppingerhube (Nr. 10), Görtschacherhof (Nr. 12), Hardeggerhube (Nr. 13), Mehringerhube (Nr. 14 und 15), Schmiedkeusche (Nr. 16), Gruberkeusche (Nr. 21) und einige Häuser ohne Vulgonamen, darunter Nr. 27 am Standort des ehemaligen Tausendlust. Auch die Hannser-Kirche wird heute zu Brenitz gezählt.

## Geschichte

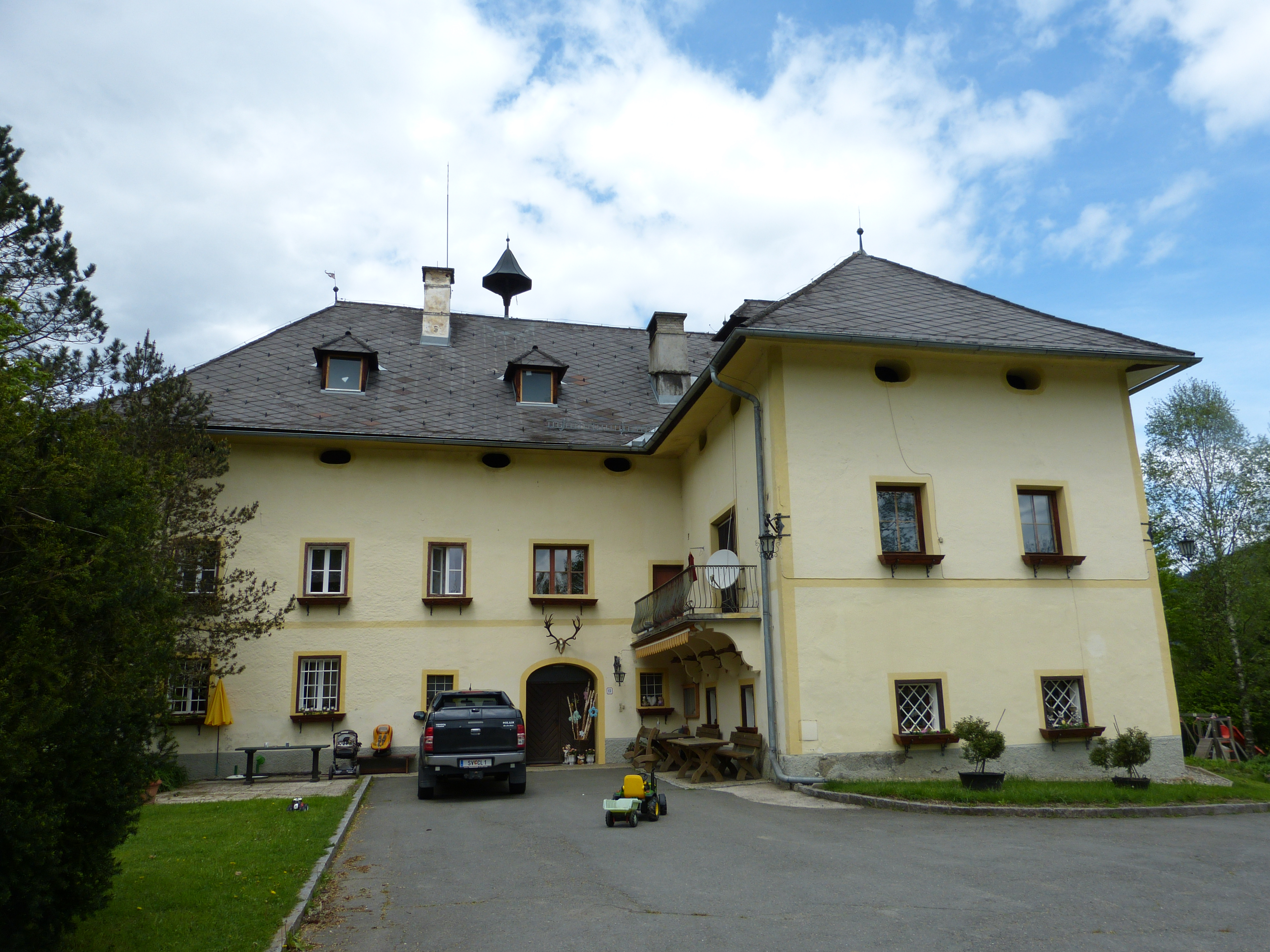
Görtschacherhof

1162 erscheint urkundlich der Gurker Ministeriale Poppo auf Burg Waldeche. Die Burg Waldeche bzw. Waldeck verfiel ab dem 15. Jahrhundert. Ihre ehemalige Kapelle dient als Speicherbau für die Hardeggerhube.
1211 wird ein Gurker Ministeriale Perengerus de Gorsach genannt; auf seine Familie geht der Görtschacherhof zurück, um den im 15. eine eigene Burgfriedensgerechtigkeit bestand.
Bei Gründung der Ortsgemeinden Mitte des 19. Jahrhunderts kam Brenitz an die Gemeinde Glödnitz. Bei der Kärntner Gemeindestrukturreform von 1973 kam der der Ort an die damals neu errichtete Gemeinde Weitensfeld-Flattnitz, seit deren Auflösung 1991 gehört die Ortschaft wieder zur Gemeinde Glödnitz.

## Bevölkerungsentwicklung
Für die Ortschaft ermittelte man folgende Einwohnerzahlen:
- 1869: 15 Häuser, 155 Einwohner[3]
- 1880: 15 Häuser, 131 Einwohner[4]
- 1890: 16 Häuser, 132 Einwohner[5]
- 1900: 16 Häuser, 144 Einwohner[6]
- 1910: 21 Häuser, 145 Einwohner[7]
- 1923: 22 Häuser, 155 Einwohner[8]
- 1934: 171 Einwohner[9]
- 1961: 21 Häuser, 109 Einwohner[10]
- 2001: 19 Gebäude (davon 19 mit Hauptwohnsitz) mit 20 Wohnungen; 71 Einwohner und 1 Nebenwohnsitzfall; 20 Haushalte; 3 Arbeitsstätten, 12 land- und forstwirtschaftliche Betriebe[11]
- 2011: 20 Gebäude, 43 Einwohner, 16 Haushalte, 1 Arbeitsstätte[12]
- 2021: 21 Gebäude, 40 Einwohner, 18 Haushalte, 5 Arbeitsstätten[13]